# Formel BMW UK 2007
Formel BMW UK 2007 vanns av Marcus Ericsson, efter en säsongslång duell med Josef Kral. Det var seriens sista säsong, då den senare gick upp i Formel BMW Europe.

## Delsegrare
| Bana           | Vinnare         | Vinnare         |
| -------------- | --------------- | --------------- |
| Brands Hatch   | Valle Mäkelä    | Marcus Ericsson |
| Rockingham     | Josef Kral      | Josef Kral      |
| Thruxton       | Henry Arundel   | Josef Kral      |
| Croft          | Kimiya Sato     | Josef Kral      |
| Oulton Park    | Josef Kral      | Marcus Ericsson |
| Donington Park | Jonathan Legris | Henry Surtees   |
| Snetterton     | Marcus Ericsson | Josef Kral      |
| Brands Hatch   | Marcus Ericsson | Marcus Ericsson |
| Knockhill      | Marcus Ericsson | Marcus Ericsson |

## Slutställning
| Plats | Förare          | Poäng |
| ----- | --------------- | ----- |
| 1     | Marcus Ericsson | 676   |
| 2     | Josef Kral      | 636   |
| 3     | Henry Arundel   | 595   |
| 4     | Kimiya Sato     | 510   |
| 5     | Valle Mäkelä    | 509   |
| 6     | Henry Surtees   | 491   |
| 7     | Jonathan Legris | 480   |
| 8     | Sam Abay        | 429   |